# Rayah Kitule
Rayah Kitule (sinh ngày 31 tháng 1 năm 1984) là một tác giả người Tanzania và biên tập viên của nhiều tạp chí hàng tháng bao gồm Fab Sugar, và Phụ nữ Kinh doanh và Doanh nhân Đông Phi. Cô đã thực hiện nhiều bài viết ở Tanzania và nước ngoài.

## Tiểu sử
Sinh ra ở Dar es Salaam Tanzania, Rayah Kitule được người mẹ độc thân của cô ở Mikocheni nuôi dưỡng, nơi cô "bắt đầu sự nghiệp phát thanh và viết lách" bằng cách học đọc to và thực hiện các bài đọc từ năm cô 10 tuổi.
Cô cũng điều hành blogspot thời trang của riêng mình, và bắt đầu công ty sản xuất của riêng mình, được gọi là Purple Effect.